# 1978 في أستراليا
فيما يلي قوائم الأحداث التي وقعت خلال عام 1978 في أستراليا.

## سياسة

### انتهاء فترة المنصب
- 31 يوليو – غوف وايتلام عضو مجلس النواب الأسترالي.
- 7 سبتمبر – توم لويس عضو الجمعية التشريعية نيو ساوث ويلز.

## مواليد

### يناير
- 1 يناير – كام ريجبي لاعب كرة سلة أسترالي.

### فبراير
- 7 فبراير – فرانك درميك لاعب كرة سلة أسترالي.
- 7 فبراير – فرانك لوبورتو ملاكم أسترالي.
- 18 فبراير – جوسيب سيمونيتش لاعب كرة قدم كرواتي.[1]

### مارس
- 9 مارس – لوكاس نيل لاعب كرة قدم أسترالي.[2]
- 19 مارس – لينكا[3]

### أبريل
- 8 أبريل – ديانا أنيد موسيقية أسترالية.
- 20 أبريل – ماثيو هيمان درّاج طريق أسترالي.
- 21 أبريل – جاكوب بورنس لاعب كرة قدم أسترالي.[4]

### مايو
- 10 مايو – ويد هليويل لاعب كرة سلة أسترالي.
- 28 مايو – أليسيا بوتو لاعبة كرة سلة أسترالية.
- 29 مايو – بيتر غرين حكم كرة قدم أسترالي.

### يونيو
- 21 يونيو – أنتوني تاونز

### أغسطس
- 10 أغسطس – دانييل ألسوب لاعب كرة قدم أسترالي.[5]
- 28 أغسطس – ميك هيل لاعب كرة سلة أسترالي.

### سبتمبر
- 1 سبتمبر – ماسيمليانو فييري لاعب كرة قدم أسترالي.[6]
- 11 سبتمبر – بين لي
- 11 سبتمبر – كريس براون طبيب بيطري أسترالي.
- 22 سبتمبر – هاري كيول لاعب كرة قدم أسترالي.[7]

### أكتوبر
- 12 أكتوبر – بادن كوك درّاج طريق أسترالي.
- 20 أكتوبر – رودريغو فارغاس لاعب كرة قدم أسترالي.[8]

### نوفمبر
- 19 نوفمبر – ماهي دريسدال مُجدّف نيوزيلندي.[9]

### ديسمبر
- 25 ديسمبر – جويل بوتر لاعب كرة قدم أسترالي.[10]

## وفيات

### أبريل
- 9 أبريل – فيفيان ماكغراث (مواليد 1916) لاعب كرة مضرب أسترالي.